# Obiekty pozostające w rezonansie orbitalnym z Neptunem

Występowanie rezonansów wśród obiektów transneptunowych

Obiekty pozostające w rezonansie orbitalnym z Neptunem – ciała niebieskie najczęściej z pasa Kuipera (obiekty transneptunowe) o stosunkowo niewielkich rozmiarach (poniżej 3000 km), które obiegają Słońce w specyficznej zależności grawitacyjnej z Neptunem. 
Ich ruchy orbitalne są ściśle powiązane z ruchem orbitalnym ósmej planety, która wymusza na nich synchronizację w ruchu obiegowym, doprowadzając do powstania stałej zależności w ruchu obiegowym między tymi ciałami.
Rozróżnia się wiele rezonansów spowodowanych oddziaływaniem Neptuna, do najważniejszych zaliczają się:
- rezonans 1:1 - planetoidy trojańskie Neptuna,
- rezonans 1:2 (twotina) - na jeden obieg planetoidy transneptunowej przypadają dwa obiegi Neptuna wokół Słońca,
- rezonans 2:3 (plutonki) - na dwa obiegi transneptuna przypadają trzy obiegi Neptuna,

oraz dodatkowo:
- 2:5
- 3:5
- 4:5
- 3:4
- 4:7

Nie można wykluczyć, że istnieją także inne rezonansy orbitalne w pasie Kuipera.